# Myscelus
Myscelus es un género de mariposas de la familia Hesperiidae.

## Descripción
La especie tipo es Papilio nobilis Cramer, 1777, según designación posterior realizada por Butler en 1870.

## Diversidad
Existen 12 especies reconocidas en el género, 11 de ellas tienen distribución neotropical.

## Plantas hospederas
Las especies del género Myscelus se alimentan de plantas de las familias Sapindaceae, Meliaceae, Canellaceae, Loganiaceae. Las plantas hospederas reportadas incluyen los géneros Allophylus, Cupania, Guarea, Warburgia, Trichilia, Strychnos.